# Vikku Vinayakram

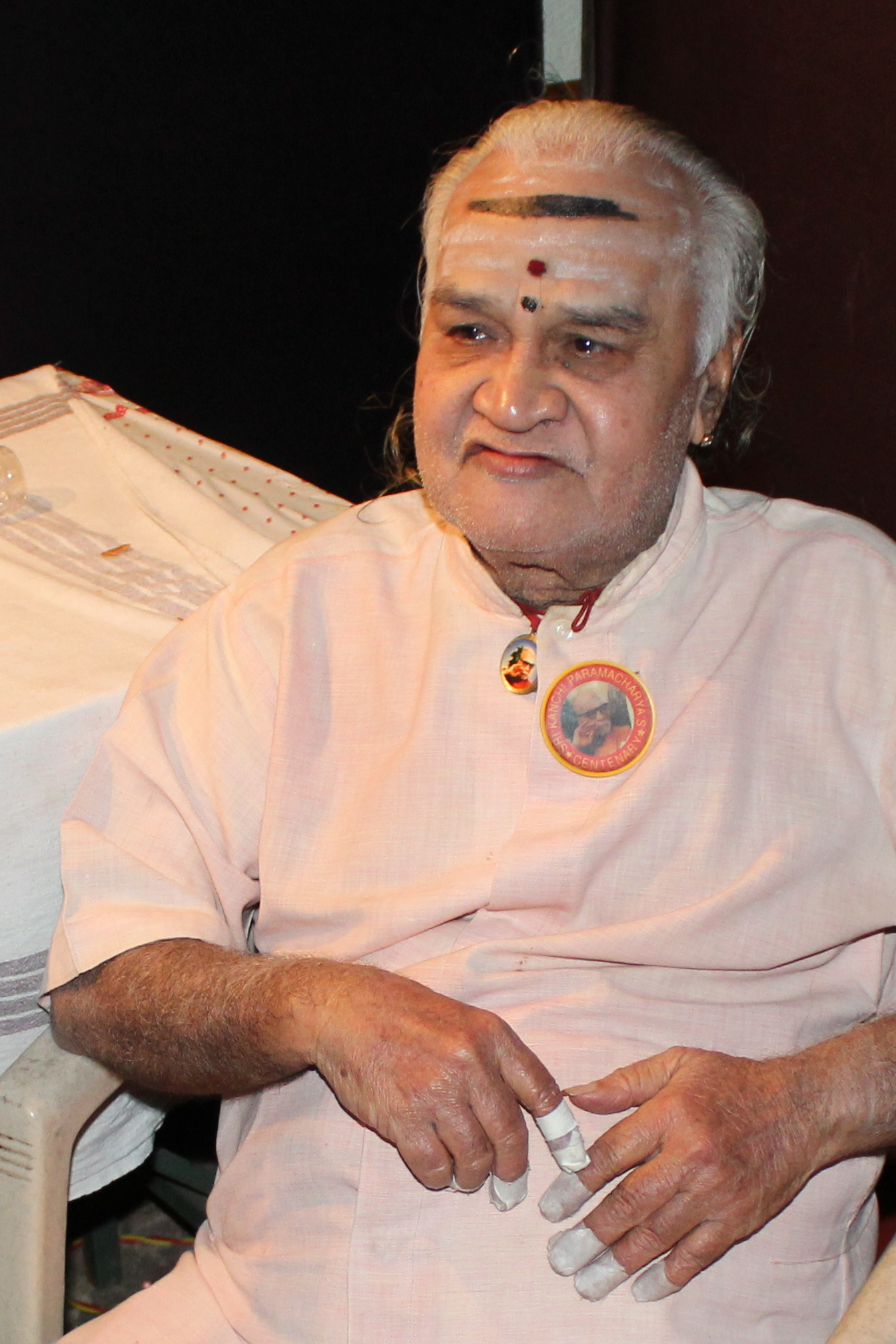

Thetakudi Harihara Vinayakram (Chennai, 11 de agosto de 1942), también conocido como Vikku Vinayakram, es uno de los principales ejecutantes de ghatam, instrumento de percusión de la India.
Ha acompañado a famosos vocalistas de la música carnática, como Mangalampalli Balamuralikrishna, G. N. Balasubramaniam, Madurai Mani Iyer, Semmangudi Srinivasa Iyer, M. S. Subbulakshmi y Maharajapuram Santhanam. Su hermano, T. H. Subhashchandran, también ha sobresalido en este campo. A principios de los años setenta comenzó su carrera internacional cuando ingresó a la banda acústica Shakti para tocar con John McLaughlin y Zakir Hussain. 
El gobierno de India lo condecoró con el premio Padma Shri.